# کبوترسانان
کبوترسانان (Columbiformes) راسته‌ای از پرندگان در زیرردهٔ نومرغان و فرورده نوآروارگان است که شامل کبوترها. قمری‌ها و یاکریم‌‌ها می‌شود. این پرندگان اغلب دانه‌خوار هستند. در گذشته تیرهٔ باقرقرگان را نیز در راسته کبوترسانان می‌گنجاندند.

## تیرۀ کبوتران
کبوتران شامل دو سرده کبوترها و قمری‌ها
- کبوتر چاهی Columba livia
- کبوتر کوهپایه (فاخته) Columba oenas
- کبوتر جنگلی (فاخته) Columba palumbus
- کبوتر چشم‌زرد Columba eversmanni
- کبوتر تاجدار Goura victoria
- قمری معمولی Streptopelia turtur
- قمری خانگی Streptopelia senegalensis
- قمری خاوری Streptopelia orientalis
- یاکریم اوراسیایی Streptopelia dacaocto
- یاکریم سرخ Streptopelia tranquebarica
- قمری چینی Geopelia cuneata